# Universidad del Sagrado Corazón de Luxemburgo
La Universidad del Sagrado Corazón de Luxemburgo abreviado como SHUL, es una escuela de negocios y el campus de la Universidad del Sagrado Corazón, con sede en la Ciudad de Luxemburgo, en el sur del país y principado europeo de Luxemburgo.
Se trata de una institución de educación superior católica que gradúa estudiantes de al menos 30 países. Consiste en una subsede de la Universidad del Sagrado Corazón de Fairfield, Connecticut, Estados Unidos.